# Cyclocheilichthys furcatus
Cyclocheilichthys furcatus és una espècie de peix cipriniforme de la família dels ciprínids.

## Morfologia
Els mascles poden assolir els 60 cm de longitud total.

## Distribució geogràfica
És un endemisme del riu Mekong que es troba des de la frontera entre Tailàndia i Laos fins a Tonlé Sap (Cambodja).